# Andreas Bauer (Missionar)
Andreas Bauer (* 26. November 1866 in Gebweiler/Elsass; † 9. Juli 1900 in Taeyun-fu/Kaiserreich China) war ein katholischer Mönch, Missionar und Märtyrer.

## Leben
Der Franziskaner-Laienbruder Bauer missionierte hauptsächlich im Norden von Shanxi/China, aber auch in anderen Gebieten Chinas und Russlands. Am 9. Juli 1900 kam es zum Boxeraufstand, bei dem er zusammen mit anderen Christen im Gefängnis von Taeyun-fu ermordet wurde.
Am 24. November 1946 wurden Andreas Bauer und die anderen Missionare seliggesprochen. Papst Johannes Paul II. sprach ihn am 1. Oktober 2000 heilig. Seine Gedenktage sind der 19. Juni (in Straßburg) und der 9. Juli.